# الزيتون في السعودية

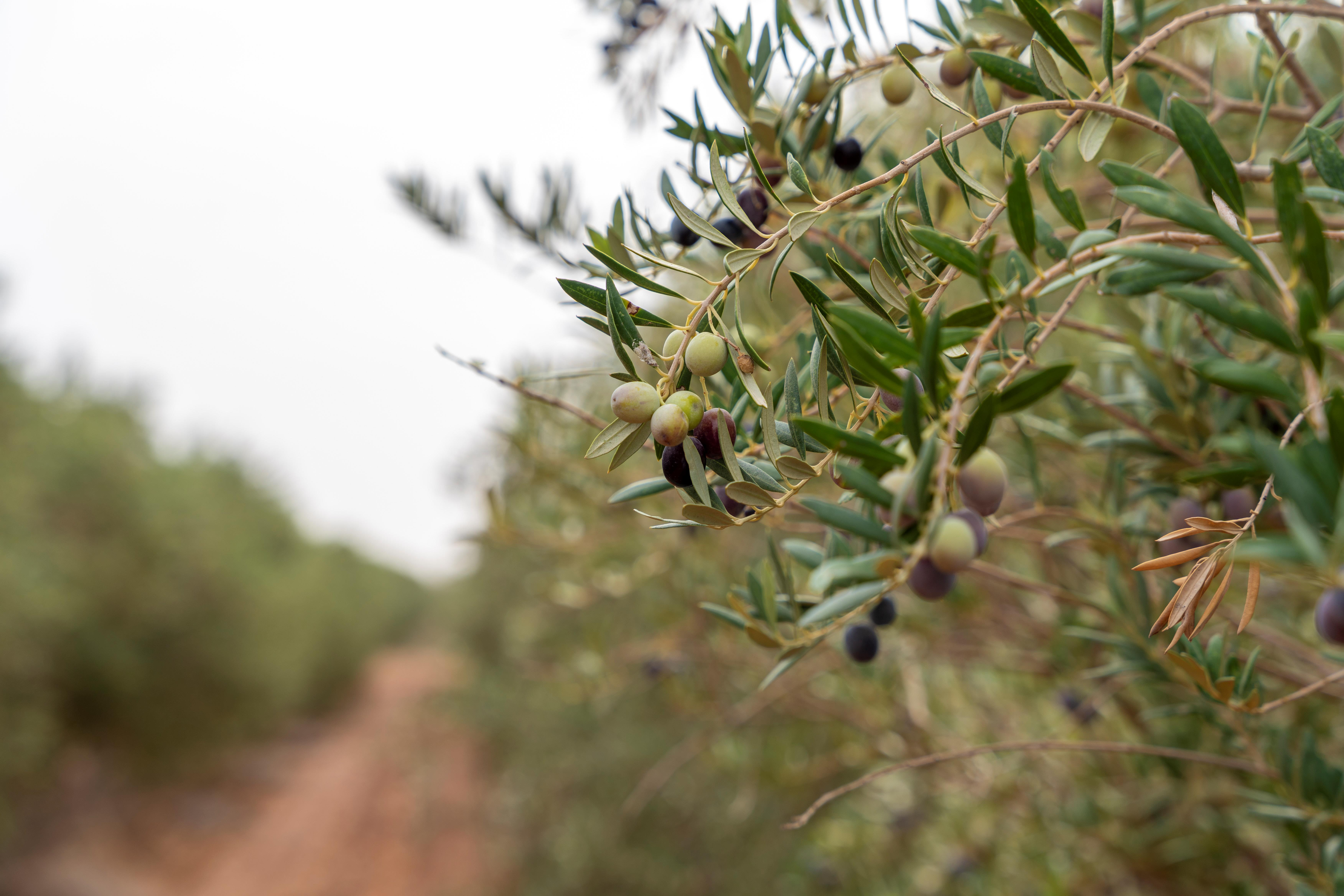
أغصان الزيتون في الجوف

زراعة الزيتون في السعودية تعتبر قديمة جداً، فقد وجد اشجار زيتون متحجرة في أماكن متعددة من أراضي الجوف في السعودية أكدت أن الجوف منشأ هذه الشجرة، وقد أكد علماء الآثار أن الأشجار التي وجدت متحجرة تعود إلى ملايين السنين مما يؤكد توافق هذه الشجرة مع الطبيعة المناخية والتربة والمياه في أرض الجوف  وبدأت السعودية بزراعة أشجار الزيتون عام 2007 في منطقة الجوف لسد استهلاكها المحلي. بحلول عام 2018، كان هناك حوالي 52000 فدان من بساتين الزيتون تعتمد على أحدث ما توصل له العلم من تقنية لزراعة الزيتون المكثفة. السعودية تمتلك أكثر من 20 مليون شجرة زيتون، وتمتلك أكبر مزرعة زيتون عضوي في العالم، وهي موطن لثلاثة من أكبر بساتين الزيتون الحديثة في العالم من حيث الكثافة والأبعاد وتقنيات الزراعة. الميكانيكية بالكامل. ويوجه ما يقرب من 80 في المائة من زراعة الزيتون في المملكة نحو إنتاج زيت الزيتون و20 في المائة المتبقية لزيتون المائدة.

## التاريخ
يصف العلماء مواطن أشجار الزيتون ما بين فلسطين والأردن ولبنان، وتمتد حتى شمال إيران، وا في السعودية، يتم التعامل مع أشجار الزيتون باحترام كبير بسبب قيمتها الروحية في الإسلام. وعبر التاريخ كانت زراعة أشجار الزيتون في السعودية محدودة، في بساتين تقع شمال وجنوب البلاد، تفصل بينهم مناطق صحراوية تتصف بانخفاض شديد في هطول الأمطار واختلافات شديدة في درجات الحرارة بين النهار والليل.

## التجارب والأبحاث
بغرض تحويل الزراعة التقليدية إلى زراعة مستدامة، كان الزيتون أحد الخيارات الاستراتيجية للزراعة المستدامة، وأجريت دراسات وأبحاث على زراعة شجرة الزيتون بالمملكة، حيث بدأت تجارب زراعة الزيتون في الجوف، وتحديداً في منطقة البسيطا، الممتدة من الجوف وحتى أطراف منطقة تبوك، بزراعة أشجار الزيتون على مساحات شاسعة بعد نجاح تجارب فريدة لزراعة شجرة الزيتون.
هناك اتفاقية علاقة عمل بين إسبانيا والسعودية نحو تعزيز صناعة الزيتون وزيت الزيتون. حيث تتعاون جامعة الجوف وجامعة خاين في الموضوعات البحثية المتعلقة بقطاع الزيتون لتحسين الطاقة الإنتاجية. كما تم التخطيط لإجمالي 21 مشروعًا بحثيًا كجزء من هذه الاتفاقية المسؤولة عن إنشاء مركز متقدم لدراسات الزيتون وزيت الزيتون، ونقل التكنولوجيا والمعرفة التقنية.

## مناطق الزراعة
تتركز زراعة الزيتون في شمال السعودية وتحديداً في منطقة الجوف. ثم يليها منطقة حائل، مع وجود اشجار الزيتون في بساتين منتشرة في جنوب السعودية.

### منطقة الجوف

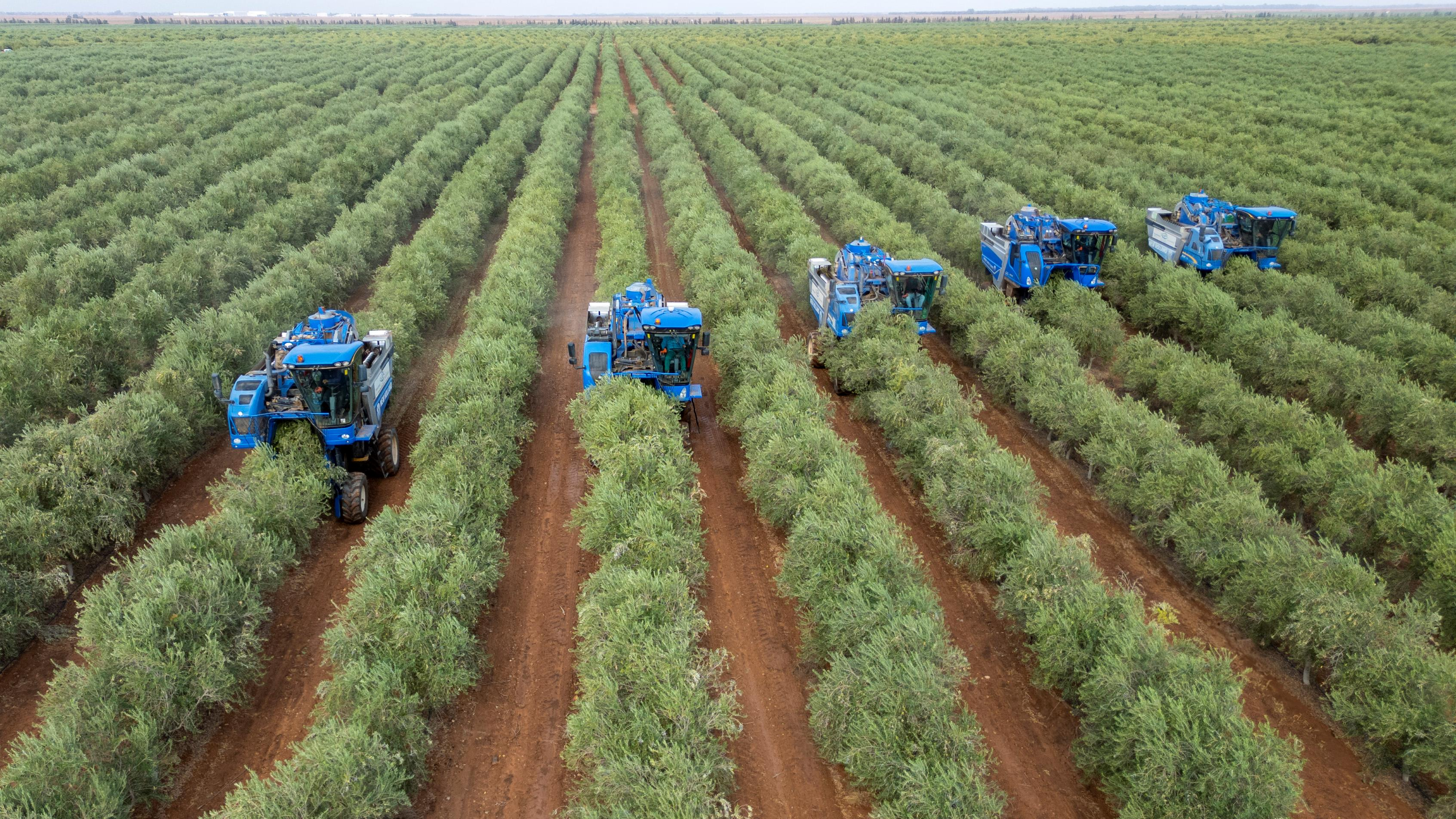
حصاد محاصيل الزيتون في الجوف

تعتبر الجوف موطن الزيتون في المملكة، مع تراث ثقافي غني وبيئة طبيعية متنوعة مما يجعلها واحدة من أفضل الوجهات السياحية في المملكة. وكانت بداية أشجار الزيتون في منطقة الجوف، في عام 1980 عندما بدأت الشركات الزراعية في العمل في زراعة الزيتون كمصدات (حواجز لصد الهواء الشديد) لأشجار الفاكهة وتبين بعدها قوة وغزارة الإنتاج في شجرة الزيتون، بعدها تغير الوضع إلى أن تكون شجرة مثمرة، فبدأت بأعداد بسيطة. تعد البداية الحقيقية في عام 2009، حيث توسعت زراعة الزيتون بشكل لافت في «بسيطا» الجوف، لتصل في الوقت الحالي لأكثر من 18 مليون شجرة زيتون. وتضم أكبر مزرعة زيتون في العالم، تنتج سنوياً 10 آلاف طن من أجود أنواع زيت الزيتون. تستخدم في الجوف الطريقة المكثفة لزراعة الزيتون، حيث يزرع في مساحة 1 هكتار 1600 شجرة، تسقى عن طريق الري بالتنقيط.

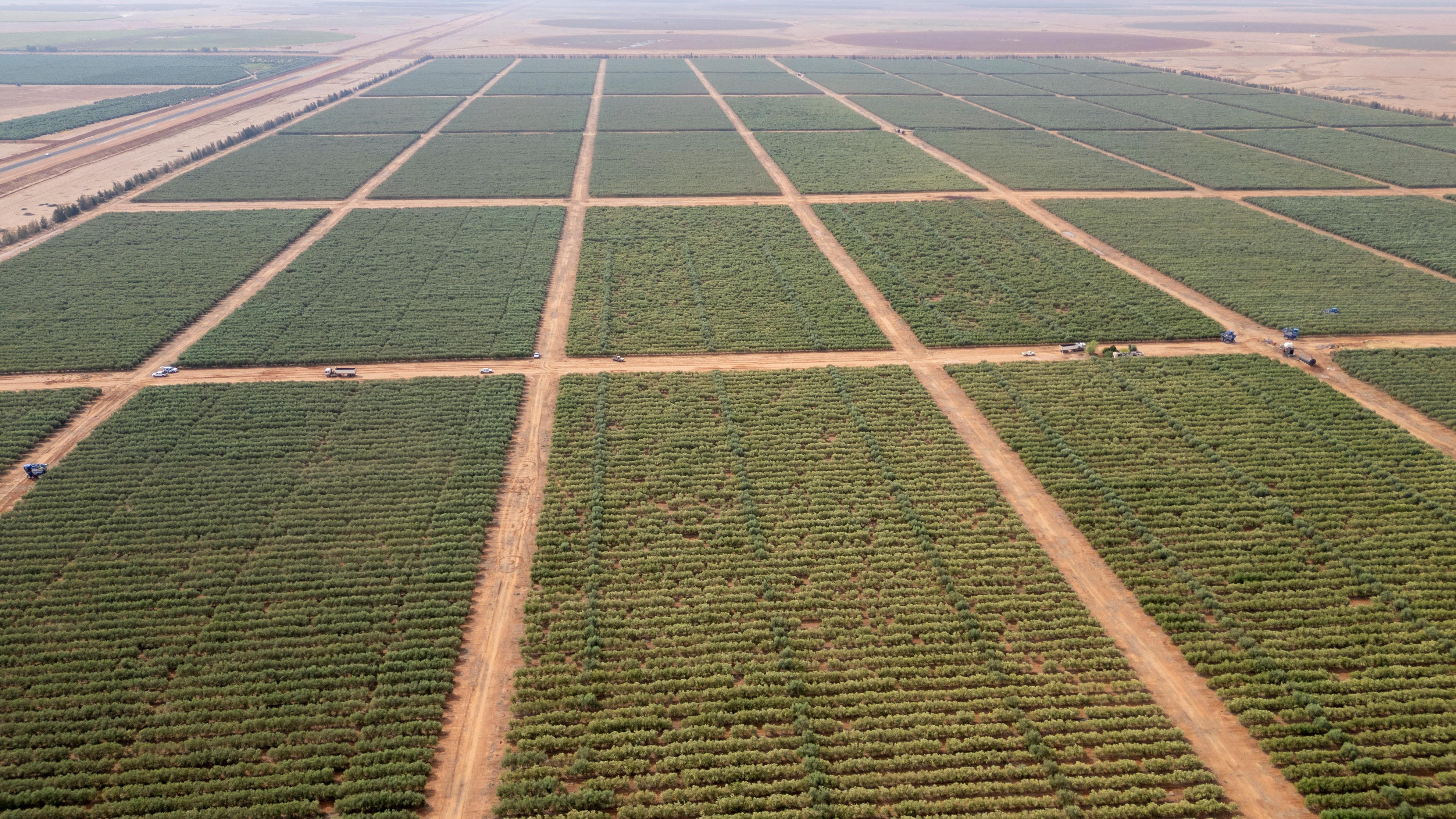
المنطقة الزراعية للزيتون في الجوف

### منطقة حائل
منطقة حائل شمال المملكة استطاعت تسجيل اسمها ضمن المدن السعودية المنتجة للزيتون في سنوات وجيزة. ودخلت شجرة الزيتون إلى منطقة حائل كاستثمار زراعي، واجتهد مزارعو المنطقة، الذين تبلغ حيازتهم الزراعية قرابة 85 ألف هكتار أي ما يمثل 10% من مساحة الزراعة في المملكة، في زراعة هذه الشجرة، ووصل إجمالي أعدادها التقريبية إلى 2.5 مليون شجرة تقريباً، تنتج الزيت والزيتون من مختلف الأصناف. أوقات الحصاد في منطقة حائل تأتي متأخرة عن بقية مناطق المملكة، حيث يبدأ الحصاد من 5-10 نوفمبر، وتستمر حتى بداية ديسمبر، وكلما تأخرت عملية الحصاد زادت نسبة استخراج الزيت من الزيتون".

### منطقة تبوك
من أهم المناطق التي تنتج زيت الزيتون حيث تنتج 27% مما تنتجه مناطق المملكة من الزيتون، وبها ما يزيد عن مليون شجرة وساعدها في ذلك طبيعتها الجغرافية حيث تنتج في المدينة زجاجات زيت الزيتون بكميات تجارية تغطي احتياجات المنطقة وتصدره لخارجها، ونظراً لجودة المحصول كونه يستخدم في انتاجه السماد الطبيعي بعيداً عن الكيماويات فقد أصبح المفضل وقد قدم البنك الزراعي العربي السعودي دعماً كبيراً للمزارعين هناك.

### منطقة عسير
ساعدت طبيعة منطقة عسير الجغرافية أن تصبح شجرة الزيتون أحد مكوناتها، وذلك لغزارة أمطارها وتربتها البركانية حيث بدأت زراعة هذه الشجرة قبل 30 عام وأنتج أول طن من الزيتون في المنطقة وتم عصره في المعاصر المحلية ولقي إقبالا من أبناء المنطقة حيث تزرع الشجرة في السراة وتهامة والنماص، وتشير الدراسات إلى أن شجرة الزيتون شجرة معمرة، وموجودة في المنطقة منذ القدم وكانت تسمى شجرة العتم (الزيتون البري). ولما لهذه الشجرة من مردود اقتصادي كبير حيث تنتج الشجرة الواحدة ما بين 50 إلى 150 كيلوغرام سنوياً. حيث تستخدم في دعائم أسقف المنازل، واستخراج زيت القطران منها وهو مايعرف (بزيت الخشب) الذي يكثر استخدامات عدة منها طلاء القوارب، والعلاجات البيطرية.

### منطقة الباحة
تعتبر مزرعة الزيتونة في الباحة أحد  أقدم المزارع التي يمكن للزوار زيارتها حيث يبلغ عمرها ربع قرن واستخدمت الأحجار الجبلية في رصف طريقها وتشكيل ممراتها بطريقة هندسية، ويمكن مشاهدة أربعة آلاف شجرة زيتون من 22 صنف والمدرجات التي تزرع عليها (100) مدرج والخزانات التي تتسع لـ320 طن ماء ويتم فيها تخزين مياه الأمطار وقد استخدمت فيها أحدث وسائل التقنية من الطاقة الخضراء المتجددة والطاقة الشمسية.

## الري
سجلت السعودية رقماً قياسياً في مجال زراعة الزيتون، المتوافقة مع حملات ترشيد المياه، حيث إن جميع السقيا تتم وفق آليات الترشيد وبزراعة التنقيط المعتمدة في كافة أغلب مزارع الزيتون الحديثة. ما يميز شجرة الزيتون عدم استهلاكها الكبير للمياه، حيث إن الهكتار من أشجار الزيتون يحتاج لـ 6 آلاف متر مكعب من الماء، وهي من أكثر الغرسات التي تتحمل الجفاف ونسبة الملوحة، وتسقى عن طريق الري بالتنقيط.

## الاستهلاك والإنتاج
الإنتاج المحلي في السعودية من زيت الزيتون يغطي أقل من 20 في المئة من كمية الاستهلاك المحلي، بينما تغطى كمية الاستهلاك المتبقية من المستورد، حيث يستورد ما يقارب 30 ألف طن من زيت الزيتون، وهناك ارتفاع كبير في الاستهلاك، بعد تغير الأنماط الغذائية ووعي كبير لدى المستهلك، فيما يعتبر النمو السنوي للاستهلاك يفوق الإنتاج المحلي، فمعدل النمو في الاستهلاك يصل إلى أكبر من 25%، بينما الإنتاج لا يتجاوز الـ 10%. وتحتل السعودية المركز الأولى عربيا من حيث استيراد زيت الزيتون، بعدما استوردت في 2019 ما مجموعه 35 ألف طن.

## مهرجان الزيتون
أطلقت الجهات الرسمية في الجوف مطلع عام 2008، مهرجانا متخصصا للزيتون يقام في منطقة الجوف، ويعرض إنتاج الأفراد والشركات في منطقة الجوف من الزيتون بكافة أشكاله. المهرجان صنع هوية للمنطقة في هذا المنتج، ولفت أنظار السعوديين نحو الجوف في مجال زراعة الزيتون وصناعته"، وأصبح علامة مميزة لمنطقة الجوف التي تزخر بالعديد من الأنشطة المصاحبة لهذا المنتج البارز. وتُنظم في المهرجان ورش عمل مختلفة تتناول العديد من القضايا المتعلقة بالتكنولوجيات الجديدة لزراعة الزيتون إضافة إلى الفعاليات الثقافية الأخرى.
كما أن منطقة الجوف السعودية الغنية بأشجار الزيتون، والتي تعتبر حاليا أكبر سوق للمحصول المهم في منطقة الخليج، استضافت المهرجان الدولي الثاني عشر لمنتجات زيت الزيتون. يعرض في المهرجان نحو 100 ألف لتر من زيت الزيتون النقي إضافة إلى 15 طنا من زيتون المائدة، وكلها من إنتاج المنطقة. كما يعرض 60 مزارعا أمام نحو 17 ألف زائر يترددون على المهرجان يوميا، منتجات مختلفة من الزيتون ومشتقاتة، تشمل زيت الزيتون النقي والصابون والشامبو وزيت شعر وجفت الزيتون (بذرة الزيتون)، والذي يُستخدم في أغراض التدفئة. ويقدر سعر لتر زيت الزيتون في السعودية بنحو 30 ريالا سعوديا (نحو ثمانية دولارات).

## مصنع الزيت
مصنع نادك لزيت الزيتون الذي بدأ تشغيله في أواخر عام 2019، والذي بني بالتعاون مع مجموعة «جي إي إيه» (GEA) الإسبانية، بتكلفة تجاوزت 3 ملايين يورو (3.41 مليون دولار)، يتضمن مطحنة ومعصرة زيت زيتون تعمل آليا بالكامل وتدار حاسوبيا. كما قامت «جي إي إيه» يتوفير خطوط معالجة كاملة بدءًا من دخول الزيتون وتنظيفه إلى الطحن والتقطيع والفصل والسكب. بمجرد الحصول على الزيت، يمكن لخطوط المعالجة أيضًا معالجة معالجة الثفل وكذلك الماء. كما تم تصميم الأنظمة المصممة خصيصًا من أجل الحصول على أقصى قدر ممكن من المحصول والجودة، مع تقليل استهلاك المياه.
المطحنة التي بنيت في أُبَّدة الأندلس ثم نقلت إلى السعودية، جمعت بين خبرة شركة «جي إي إيه» والعديد من مصنعي الآلات في إسبانيا لصياغة حل متكامل مما يميزها عن المطاحن الأخرى في المنطقة. وكانت الشركة الوطنية للتنمية الزراعية (نادك)، أكبر منتج لزيت الزيتون العضوي في المملكة العربية السعودية والشرق الأوسط، قد وقعت مع مجموعة «جي إي إيه» الإسبانية اتفاقية لبناء أكبر مطحنة زيتون في آسيا. موقع المطحنة سيكون في محافظة الجوف بالقرب من مزرعة نادك التي تحتوي على خمسة ملايين شجرة زيتون على مساحة 7400 فدان.وفي ديسمبر2023 تم تدشين مصنع "المليون شجرة زيتون" الذي يعتبر أكبر مصانع ومعاصر الزيتون بالعالم.

### أنواع الزيتون

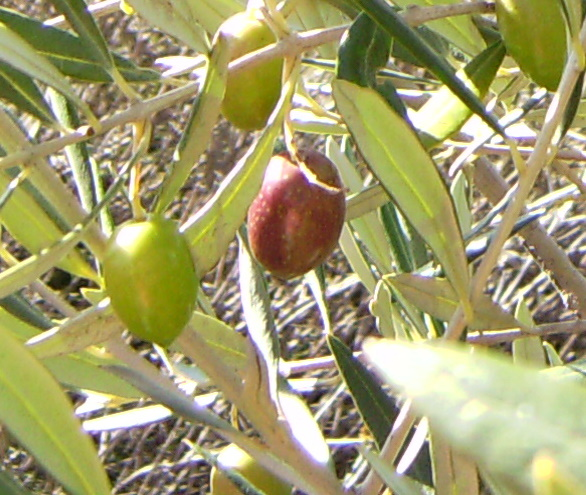
زيتون بيكوال

غالبية أشجار الزيتون المزروعة هي من زيتون بيكوال(Picual)، المعروف أيضًا باسم (Marteña) أو (Lopereña)، وهو صنف من الزيتون الإسباني. يعتبر الأكثر شيوعًا اليوم لإنتاج زيت الزيتون، ويتركز إنتاج زيتون بيكوال في مقاطعة خاين الإسبانية. تشير التقديرات إلى أن أشجار زيتون بيكوال تمثل 25 ٪ من إجمالي إنتاج زيت الزيتون في العالم. وهذا الصنف عالي جدا في محتوى الزيت، بنسبة 20-27 ٪ من الوزن.

## موسوعة غينيس
نالت منطقة الجوف شمال السعودية، حضوراً عالمياً بدخولها موسوعة غينيس للأرقام القياسية العالمية، في وجود أكبر كمية لأشجار الزيتون في العالم في بستان واحد، بعد منافسة مع تشيلي وكاليفورنيا وتونس. حققت الجوف الزراعية بمشروعها المتصل، الرقم القياسي العالمي في أكبر حيازة زراعية تحوي أشجار الزيتون تصل إلى 5 ملايين شجرة زيتون زُرِعَت على مساحة 7350 هكتارا.